# Mark Broom
Mark Broom (* 6. Mai 1971 in London) ist ein britischer Techno-Musiker und -DJ.

## Werdegang
Zur Zeit des Second Summer of Love 1989 hörte Broom während eines Urlaubs auf Teneriffa erstmals von neuen Musikrichtungen wie Chicago House und Acid House. Bei seiner Rückkehr nach Hause erwarb er seine ersten Schallplattenspieler und verfolgte fortan seine musikalische Karriere. Im Umfeld des Londoner Plattenladens FatCat lernte er unter anderem Baby Ford sowie Ed Handley und Andy Turner von Black Dog Productions kennen. Zusammen mit Handley und Turner entstanden erste Veröffentlichungen für General Productions Records. Mit Steve Pickton veröffentlichte er unter dem Projektnamen Kapè Ill Miester ab 1994 mehrere Singles.
Gemeinsam mit Dave Hill gründete er 1994 Pure Plastic Recordings, auf dem 1996 Brooms Debütalbum Angie Is A Shoplifter erschien. Broom, Hill, Handley und Turner veröffentlichten gemeinsam unter dem Namen Repeat ein Album und verschiedene EPs.
Gemeinsam mit Hill folgte unter dem Projektnamen Rue East die Alben Summer Of Blood (1998) und Indoor Culture (2001). Broom und Hill veröffentlichten unter zahlreichen weiteren Projektnamen wie Midnight Funk Association, Sympletic, Visitor, Voyectra, und White Lines.
Neben seinen eigenen Veröffentlichungen ist Broom auch als Remixer für andere Musiker tätig und lieferte unter anderem Neubearbeitungen für Tracks von Dubfire, Edit Select, Deepgroove, DJ 3000 und Wally Lopez.

## Diskografie (Auswahl)
Alben
- 1995: Repeat – Repeats (A13)
- 1996: Mark Broom – Angie Is A Shoplifter (Pure Plastic)
- 1998: Rue East – Summer Of Blood (Pure Plastic)
- 2001: Rue East – Indoor Culture
- 2010: Mark Broom – Acid House (Saved Records)
- 2021: Mark Broom – Fünfzig (Rekids)